# ボツワナの副大統領
ボツワナの副大統領（ボツワナのふくだいとうりょう）は、ボツワナ共和国の元首および政府の長である大統領に継ぐ官職である。
国民議会議員の中から大統領が選任する。大統領が欠けたときには大統領職を継承する。

## 歴代副大統領
| 名前                                              | 在任期間          | 政党・政治組織      | 備考   |
| ------------------------------------------------- | ----------------- | ------------------- | ------ |
| クェット・マシーレ （Quett Masire）               | 1966年 - 1980年   | ボツワナ民主党(BDP) | 初代   |
| レニエレツェ・セレツェ （Lenyeletse Seretse）     | 1980年 - 1983年   |                     | 第2代  |
| ピーター・ムシ Peter Mmusi                        | 1983年 - 1992年   | ボツワナ民主党(BDP) | 第3代  |
| フェスタス・モハエ （Festus Mogae）               | 1992年 - 1998年   | ボツワナ民主党(BDP) | 第4代  |
| イアン・カーマ （Ian Khama）                      | 1998年 - 2008年   | ボツワナ民主党(BDP) | 第5代  |
| モンパティ・メラフェ (Mompati Merafhe)            | 2008年 - 2012年   | ボツワナ民主党(BDP) | 第6代  |
| ポナツェホ・ケディキルウェ (Ponatshego Kedikilwe) | 2012年 - 2014年   | ボツワナ民主党(BDP) | 第7代  |
| モクウィツィ・マシシ (Mokgweetsi Masisi)          | 2014年 - 2018年   | ボツワナ民主党(BDP) | 第8代  |
| スランバー・ツォグワネ (Slumber Tsogwane)         | 2018年 - 2024年   | ボツワナ民主党(BDP) | 第9代  |
| ンダバ・ガオラテ (Ndaba Nkosinathi Gaolathe)      | 2024年 - （現職） | 進歩同盟(AP)        | 第10代 |